# (1935) Lucerna
(1935) Lucerna es un asteroide perteneciente al cinturón de asteroides descubierto por Paul Wild el 2 de septiembre de 1973 desde el observatorio de Berna-Zimmerwald, Suiza.

## Designación y nombre
Lucerna fue designado inicialmente como 1973 RB.
Más tarde se nombró por la ciudad suiza de Lucerna.

## Características orbitales
Lucerna orbita a una distancia media de 2,625 ua del Sol, pudiendo alejarse hasta 3,228 ua y acercarse hasta 2,022 ua. Su inclinación orbital es 9,568° y la excentricidad 0,2297. Emplea en completar una órbita alrededor del Sol 1553 días.